# Bulletin of the Iranian Mathematical Society
Bulletin of the Iranian Mathematical Society ist eine seit 1983 in englischer Sprache erscheinende mathematische Fachzeitschrift, die von der Iranian Mathematical Society gemeinsam mit Springer Singapore herausgegeben wird. Sie veröffentlicht Arbeiten aus allen Zweigen der reinen und angewandten Mathematik.